# 板倉昌信
板倉 昌信（いたくら まさのぶ）は、備中国庭瀬藩2代藩主。重宣流板倉家3代。

## 略歴
初代藩主板倉重高の次男。母は松平近栄の養女（田村建顕の娘、近栄の外孫）。正室は加藤泰恒の娘。側室は宮本氏。子に板倉勝興（長男）、娘（堀直著正室）、娘（石川総恒正室）。官位は従五位下、讃岐守、因幡守、右衛門佐、右近。

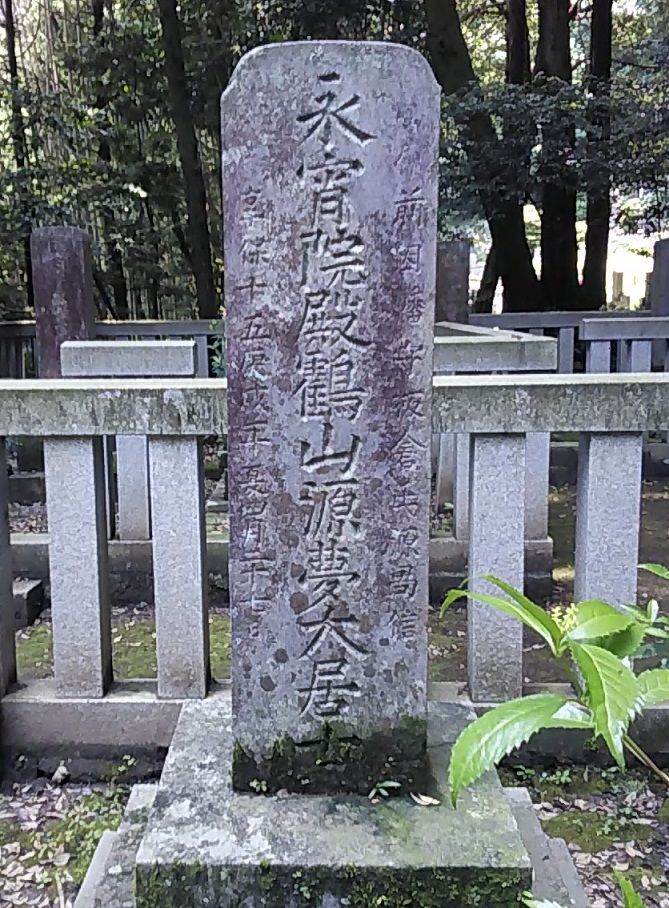
板倉昌信の墓(西尾市長圓寺)

正徳3年（1713年）、父の死去により家督を継ぐ。藩政に見るところもなく、寛永15年（1730年）4月27日に31歳で死去した。家督は長男の勝興が継いだ。

## 系譜
- 父：板倉重高（1667-1713）
- 母：松平近栄の養女 - 田村建顕の次女（近栄の娘繁姫の子）
- 正室：加藤泰恒の娘
- 側室：宮本氏
  - 長男：板倉勝興（1722-1796）
- 生母不明の子女
  - 女子：堀直著正室
  - 女子：石川総恒正室